# صندوق البيئة السعودي
صندوق البيئة السعودي تأسس في مارس 2019 بناء على قرار مجلس الوزراء الذي تضمن إلغاء الهيئة العامة للأرصاد وحماية البيئة، والهيئة السعودية للحياة الفطرية.

## الأهداف
يهدف الصندوق إلى الإسهام في تحقيق الاستراتيجية الوطنية للبيئة والاستدامة المالية للمراكز الوطنية لقطاعي البيئة والأرصاد، وتمكينها من مباشرة مهماتها، ومسؤولياتها وفق الأنظمة ذات العلاقة وتنظيم كل مركز.

## الاختصاصات
- تمويل الميزانيات التشغيلية المعتمدة للمراكز الوطنية لقطاعي البيئة والأرصاد.
- تحفيز خطط حماية البيئة في المملكة وأنشطتها ومبادراتها، والإسهام في تمويلها.
- تحفيز قطاعي البيئة والأرصاد والدراسات والبحوث المتعلقة بها، والإسهام في تمويلها.
- استثمار أمواله بما يحقق أهدافه وفقاً للأحكام المنظمة لذلك.
- وضع الخطط وبرامج التمويل والتحفيز والاستثمار، وتنفيذها.
- تشجيع الاستثمار في المجالات ذات العلاقة بقطاعي البيئة والأرصاد.
- الاستعانة بالخبراء والمختصين والمستشارين وغيرهم من ذوي الكفايات المؤهلة والمطلوبة في المجالات ذات العلاقة بالصندوق.
- قبول الهبات والتبرعات والمنح والوصايا والأوقاف بحسب القواعد المنظمة لذلك.
- تقاضي المقابل المالي للخدمات التي يقدمها في سبيل ممارسة نشاطه.
- أي اختصاص آخر ذي صلة بمهماته يقرها المجلس.